# 贝格 (下莱茵省)
贝格（法語：Berg，法語發音：[bɛʁg] ⓘ 或 [bɛʁk]；莱茵法兰克语：Bärich）是法国下莱茵省的一个市镇，属于萨韦尔讷区。

## 地理
贝格（48°53'50"N, 7°9'22"E）面积7.72 平方千米，位于法国大東部大區下莱茵省，该省份为法国大陆部分最东部的省份，是阿尔萨斯的一部分，今与上莱茵省组成了阿尔萨斯欧洲集体，其南至上莱茵省，西南接孚日省和默尔特-摩泽尔省，西接摩泽尔省，北与德国接壤。
与贝格接壤的市镇（或旧市镇、城区）包括：贝特维莱尔、比尔巴克、埃维莱、甘格维莱、雷克辛根、塔勒德吕林根。

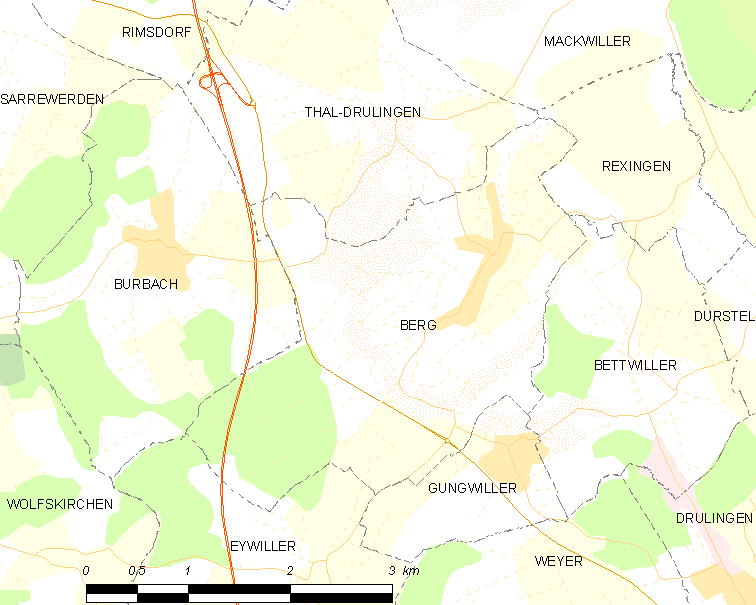
的OSM定位图

贝格的时区为UTC+01:00、UTC+02:00（夏令时）。

## 行政
贝格的邮政编码为67320，INSEE市镇编码为67029。

## 政治
贝格所属的省级选区为英维莱尔县。

## 人口

1962-2008年间人口变化图示

贝格于2022年1月1日时的人口数量为343人。